# Ganymedes (nemzetség)
A Ganymedes az Apicomplexa Gregarinasina csoportja Ganymedidae kládjának rákok bélparazitáiból álló és egyetlen ismert nemzetsége.

## Filogenetika
Családja egyetlen ismert nemzetsége. Típusfaja a Ganymedes anaspidis, ezenkívül ide tartoznak a Ganymedes oaklandi és a Ganymedes themistos.
A vízi rákok emésztőrendszeréből izolált többi nemzetséggel (például Cephaloidophora, Heliospora, Thiriotia) és több környezeti szekvenciával kládot alkot Cephaloidophoroidea néven. E klád részben azonos glideoszómaszerkezettel rendelkezik, mely lehetővé teszi sikló mozgását, mindig rendelkezik miozinnal és aktinnal, ezenkívül a legtöbb fajban van profilin, AKMT, CDPK1, CDPK2, CDPK3 stb. is.

## Történet
A Ganymedidae családot és a Ganymedest Huxley írta le 1910-ben. A Cephaloidophoroidea kládba 2011-ben sorolták Rueckert  et al., akik kimutatták, hogy a Gregarinasina rákparazitái ide tartoznak.
A Ganymedidae, Cephaloidophoridae, Thiriotiidae családokat 2013-ban javasolták Isabelle Desportes és Joseph Schrével 3 klád elnevezésére, melyek egyike 4 kládból áll.
Korábbi rendszertanokban az Aseptatorina csoportba sorolták, de már Grassé kimutatta 1953-ban, hogy átmeneti állapotok is vannak a válaszfal nélküli és a válaszfalas Eugregarinida-fajok közt – ilyen a Ganymedes is –, tehát a válaszfal evolúciósan instabil jellemző. Ennek ellenére az Aseptatorina (vagy Aseptata) és Septatorina (vagy Septata) csoportokra való felosztás sokáig fennmaradt, bár molekuláris adatok se támasztották alá. 2017-ben Simdyanov  et al. a Cephaloidophoroidea Ganymedidae kládjába sorolták.

## Életmód
Rákokat fertőz orofaecalis úton. A trofozoita a bél lumenjében él. Szizigium után 2 magja van. Ez a hepatopancreas felé vándorol annak elő- és középbél kapcsolata felé való nyílásain keresztül. Itt cisztát képez. Az oociszta 8 sporozoitát tartalmaz.
Szizigiuma kaudofrontális oociszta nem ismert a nemzetségben.

## Morfológia
Hengeres, felszíne mentén hajlatokkal. Sejtmagja központi vagy ahhoz közeli helyzetű. Gömbölyű szerkezet lehet elülső végén, melyet a sejttesthez keskeny nyak rögzíthet, míg hátulsó végén csészeszerű mélyedés lehet. Átmeneti forma lehet a válaszfal nélküli és a válaszfallal rendelkező kládok közt.
2017-ben nem volt ismert transzmissziós elektronmikroszkópos adat a nemzetségről. Epimeritje feltehetően nincs, sikló mozgása és epicitás hajlatai vannak.